# Marina Wolf
Pour les articles homonymes, voir Wolf.
Marina Elizabeth Wolf est une neuroscientifique américaine et professeure de neurosciences comportementales à l'Oregon Health & Science University (en). Elle est pionnière dans l'étude du rôle de la plasticité neuronale dans la toxicomanie. Son laboratoire s'intéresse particulièrement à comprendre pourquoi les personnes qui se rétablissent d'un trouble lié à l'utilisation de substances restent vulnérables à l'envie de drogue et aux rechutes même après de longues périodes d'abstinence.

## Formation et carrière
Marina Wolf est née à Milwaukee, dans le Wisconsin. Elle a obtenu en 1981 son diplôme en biochimie à l'Université Northwestern et mène des recherches en neurosciences dans le laboratoire d'Aryeh Routtenberg puis de David U'Prichard. Elle soutient une thèse de doctorat en pharmacologie intitulée « Regulation of Dopamine Synthesis and Release in Striatal and Prefrontal Cortical Brain Slices », en 1986 à l'université Yale sous la direction de Robert Henry Roth. Elle a été boursière postdoctorale dans le laboratoire de Gregory Kapatos au Center for Cell Biology du Sinai Hospital de Detroit, aujourd'hui Sinai-Grace Hospital (en), affilié à l'université d'État de Wayne, puis elle est professeure adjointe de psychiatrie à l'Université d'État de Wayne. En 1992, elle rejoint la Chicago Medical School de la Rosalind Franklin University of Medicine and Science, où elle est notamment présidente des neurosciences de 2003 à 2018. Elle est professeure à l'Oregon Health & Science University (en) (OHSU) en 2018.

## Recherche
Les premières recherches de Marina Wolf sont centrées sur les propriétés fondamentales des neurones dopaminergiques et leur relation avec l'action des médicaments antipsychotiques, en lien avec les études menées à Wayne State par ses collègues sur les bases neurobiologiques de la toxicomanie. Elle s'est donc renseignée sur les principales théories de la toxicomanie, toutes axées sur des événements intrinsèques aux neurones dopaminergiques. Motivée par les travaux révolutionnaires sur les récepteurs du glutamate et la LTP qui sortaient à l'époque, elle a émis l'hypothèse à la fin des années 1980 que la cascade menant à la dépendance pourrait dépendre du glutamate et de la plasticité synaptique. Son laboratoire a ensuite utilisé des approches comportementales, biochimiques, biologiques cellulaires et électrophysiologiques pour démontrer que les synapses du glutamate dans les circuits de récompense, en particulier le noyau accumbens, subissent une plasticité complexe après exposition à des drogues et que cette plasticité joue dans certains cas un rôle causal. dans les changements de comportement qui modélisent la toxicomanie. Son laboratoire continue de caractériser la plasticité synaptique pendant l'abstinence de stimulants et d'opioïdes, et de tester des stratégies pour exploiter la compréhension de la plasticité synaptique induite par les médicaments afin de développer des approches thérapeutiques pour aider à se rétablir d'un trouble de consommation de substances.
Parmi ses doctorants figure notamment Lisa Monteggia.

## Distinctions et honneurs
Le laboratoire de Marina Wolf bénéficie du soutien continu de l'agence fédérale américaine, National Institute on Drug Abuse (NIDA) depuis 1992. Elle-même est récipiendaire d'un prix de mérite du NIDA (R37) ainsi que d'un prix de recherche et de mentorat scientifique principal (K05). Elle a été membre du conseil consultatif du NIDA, du conseil des conseils du NIH et du conseil des conseillers scientifiques du NIDA, du conseil de l'American College of Neuropsychopharmacology (en) (ACNP), du conseil scientifique de la Brain & Behavior Research Foundation, et de l'American Brain Coalition. Elle a été membre de nombreuses sections d'étude du NIH et a été présidente du Molecular Neuropharmacology and Signaling (MNPS) de 2015 à 2017. Elle est présidente de l'American College of Neuropsychopharmacology (ACNP) en 2019. Marina Wolf est membre de l'Association américaine pour l'avancement des sciences depuis 2017.

## Publications (sélection)
- Marina E Wolf, « The role of excitatory amino acids in behavioral sensitization to psychomotor stimulants », Progress in Neurobiology, vol. 54, no 6,‎ 1998, p. 679–720 (DOI 10.1016/S0301-0082(97)00090-7)

- Marina E. Wolf, « The Bermuda Triangle of cocaine-induced neuroadaptations », Trends in Neurosciences, vol. 33, no 9,‎ 2010, p. 391–398 (DOI 10.1016/j.tins.2010.06.003)

- Marina E. Wolf et Kuei Y. Tseng, « Calcium-permeable AMPA receptors in the VTA and nucleus accumbens after cocaine exposure: when, how, and why? », Frontiers in Molecular Neuroscience, vol. 5,‎ 2012 (DOI 10.3389/fnmol.2012.00072)

- Marina E. Wolf, « Synaptic mechanisms underlying persistent cocaine craving », Nature Reviews Neuroscience, vol. 17, no 6,‎ 2016, p. 351–365 (ISSN 1471-003X, DOI 10.1038/nrn.2016.39).